# Marcilly-sur-Maulne
Marcilly-sur-Maulne és un municipi francès, situat al departament de l'Indre i Loira i a la regió de Centre – Vall del Loira. L'any 2007 tenia 246 habitants.

## Demografia

### Població
El 2007 la població de fet de Marcilly-sur-Maulne era de 246 persones. Hi havia 104 famílies, de les quals 30 eren unipersonals (13 homes vivint sols i 17 dones vivint soles), 39 parelles sense fills i 35 parelles amb fills.
La població ha evolucionat segons el següent gràfic:
Habitants censats

### Habitatges
El 2007 hi havia 152 habitatges, 110 eren l'habitatge principal de la família, 32 eren segones residències i 10 estaven desocupats. 151 eren cases i 1 era un apartament. Dels 110 habitatges principals, 86 estaven ocupats pels seus propietaris i 24 estaven llogats i ocupats pels llogaters; 13 tenien dues cambres, 24 en tenien tres, 25 en tenien quatre i 48 en tenien cinc o més. 87 habitatges disposaven pel capbaix d'una plaça de pàrquing. A 47 habitatges hi havia un automòbil i a 50 n'hi havia dos o més.

### Piràmide de població
La piràmide de població per edats i sexe el 2009 era:
| Homes | Edats   | Dones |
| ----- | ------- | ----- |
| 0     | 95 o +  | 0     |
| 0     | 90 a 94 | 0     |
| 0     | 85 a 89 | 0     |
| 0     | 80 a 84 | 0     |
| 12    | 75 a 79 | 16    |
| 12    | 70 a 74 | 8     |
| 4     | 65 a 69 | 0     |
| 8     | 60 a 64 | 4     |
| 8     | 55 a 59 | 8     |
| 8     | 50 a 54 | 4     |
| 8     | 45 a 49 | 8     |
| 4     | 40 a 44 | 0     |
| 4     | 35 a 39 | 0     |
| 8     | 30 a 34 | 8     |
| 20    | 25 a 29 | 20    |
| 12    | 20 a 24 | 0     |
| 0     | 15 a 19 | 4     |
| 4     | 10 a 14 | 4     |
| 8     | 5 a 9   | 4     |
| 4     | 0 a 4   | 12    |

## Economia
El 2007 la població en edat de treballar era de 169 persones, 124 eren actives i 45 eren inactives. De les 124 persones actives 109 estaven ocupades (65 homes i 44 dones) i 16 estaven aturades (8 homes i 8 dones). De les 45 persones inactives 24 estaven jubilades, 7 estaven estudiant i 14 estaven classificades com a «altres inactius».

### Ingressos
El 2009 a Marcilly-sur-Maulne hi havia 102 unitats fiscals que integraven 228,5 persones, la mediana anual d'ingressos fiscals per persona era de 12.227 €.

### Activitats econòmiques
Dels 9 establiments que hi havia el 2007, 2 eren d'empreses de fabricació d'altres productes industrials, 3 d'empreses de construcció, 1 d'una empresa de comerç i reparació d'automòbils, 1 d'una empresa d'hostatgeria i restauració, 1 d'una empresa de serveis i 1 d'una empresa classificada com a «altres activitats de serveis».
Dels 4 establiments de servei als particulars que hi havia el 2009, 2 eren fusteries, 1 electricista i 1 restaurant.
L'any 2000 a Marcilly-sur-Maulne hi havia 15 explotacions agrícoles que ocupaven un total de 576 hectàrees.

## Poblacions més properes
El següent diagrama mostra les poblacions més properes.